# Ectosteorhachis
Ectosteorhachis es un género extinto de peces sarcopterigios prehistóricos del orden Osteolepiformes. Este género marino fue descrito científicamente por Edward Drinker Cope en 1880.

## Especies
Especies reconocidas del género Ectosteorhachis:
- † Ectosteorhachis Cope 1880
  - † Ectosteorhachis ciceronius Cope, 1883
  - † Ectosteorhachis nitidus Cope, 1880